# Profetino (Donatello)
Il Profetino è un'opera attribuita a Donatello e risalente al 1407. È in marmo bianco e misura 128 cm in altezza.

## Descrizione e storia
Proveniente dalla Porta della Mandorla di Santa Maria del Fiore, fa coppia con un altro Profetino, oggi attribuito prevalentemente a Nanni di Banco. Non è chiaro se queste due opere siano quelle citate nei documenti di pagamento intestati a Donatello da parte dell'Opera, datati 1406 e 1408. In tali ricevute si menzionano due profeti, ma essi sono registrati come alti un braccio e un terzo, cioè da 80 cm. ad un metro. Giovanni Poggi aveva ipotizzato che il documento si riferisse a sculture grandi. In stile tardogotico, molto lontano dalle prime opere certe del giovane Donatello, sono apparse collocate sulla Porta nel riassetto di Emilio De Fabris.
Inoltre due sono le statue pagate a Donatello nel contesto, ma, molto diverse da un punto di vista stilistico, queste due attribuzioni rivelano più di una possibile incertezza del giovane scultore ancora in cerca di un proprio stile.
Oggi il profeta di sinistra è ancora riferito a Donatello, in base a confronti con altre opere giovanili come il David marmoreo e David di bronzo del Bargello. Esso però non ha gli attributi di un profeta (non porta nessun cartiglio con profezie), anzi la sua posa ricorda quella degli angeli, per cui faceva forse originariamente parte di un gruppo scultoreo dell'Annunciazione (Museo dell'Opera del Duomo di S. Maria del Fiore). Qualcuno, con meno argomenti, ha attribuito l'opera a Bernardo Ciuffagni.
Il fatto che l'altra statua sia probabilmente opera di Nanni di Banco non è in assoluto in contraddizione coi documenti: lo scultore in quel periodo era infatti in società con Donatello e pure lui impegnato nella decorazione della Porta della Mandorla, dettagliata la corrispondenza documentale a Donatello dei Profetini del registro inferiore, incavati nei due blocchi di marmo di Siena e collocati nel 1408.